# Neghentropia
La neghentropia o neġentropìa è una proprietà attribuibile ad un sistema fisico, indice della divergenza tra un particolare stato preso come riferimento e lo stato corrente del sistema.
Si tratta cioè della grandezza opposta all'entropia.

Il concetto è noto anche come entropia negativa, sintropia, niroentropia o sintaxia.

## Storia
L'espressione "entropia negativa" e il relativo concetto furono introdotti da Erwin Schrödinger nel suo libro divulgativo del 1943 Che cos'è la vita?. Fu Léon Brillouin, successivamente, ad abbreviare l'espressione in negentropy (da neg(ative) entropy) per esprimerla in un modo più "positivo": per un sistema vivente, anziché dire che esporta entropia, si potrà equivalentemente dire che importa e accumula neghentropia.
Nel 1974, Albert Szent-Györgyi propose di sostituire negentropy con syntropy sintropia (syn=convergente, tropos=tendenza), un termine coniato nel 1942 dal matematico Luigi Fantappié nella Teoria unitaria del mondo fisico e biologico sulla base di un'analisi delle soluzioni delle equazioni ondulatorie che rappresentano le principali leggi fisiche. Egli cercò così di costruire una teoria unificata della fisica e della biologia.
In un'annotazione a What is Life?, Schrödinger spiegò cosa intendesse con l'espressione "entropia negativa".

## Descrizione
Accanto ai fenomeni entropici che obbediscono al principio di causalità e a quello del livellamento viene ipotizzata l'esistenza dei complementari fenomeni sintropici che dovrebbero obbedire ai due principi opposti della finalità e della differenziazione. Perciò il concetto di sintropia è formalmente equivalente a quello di informazione elaborato per la prima volta da Ralph Hartley nel 1928 e a quello di neghentropia (o entropia negativa) proposto da Erwin Schrödinger. Secondo Fantappié i fenomeni sintropici distinguono la materia vivente da quella inanimata e sono finalistici, in quanto determinati da cause poste nel futuro [?], oltre che non riproducibili in laboratorio.

### In fisica
In fisica l'entropia, una funzione di stato, è una grandezza che viene interpretata anche come una misura del disordine in un sistema, caso limite, l'intero universo. Nel secondo principio della termodinamica, l'entropia quantifica l'indisponibilità di un sistema a produrre lavoro, con la dispersione in calore, e fornendo indicazioni sulla direzione in cui evolve spontaneamente un sistema. Il principio di entropia, affermato inizialmente dal fisico e matematico tedesco Clausius, porta a concludere che, da ultimo, non essendovi più energia-calore da trasformare in lavoro necessario per i processi fisici di trasformazione, l'universo finirà per morte termica.
Il principio di sintropia è stato poi ripreso e portato avanti con contributi autonomi da diversi altri studiosi, tra cui ricordiamo Salvatore Arcidiacono, Leonardo Sinisgalli e Giuseppe Damiani. Nella "Teoria binaria del tutto" è stato proposto che i fenomeni entropico-catabolici sono associati a leggi di tipo repulsivo come quelli determinati dalle forze elettromagnetiche tra cariche dello stesso segno mentre quelli sintropici-anabolici sono caratteristici delle leggi attrattive di forze come quelle gravitazionali o di quelle elettromagnetiche tra cariche di segno opposto. Le reazioni sintropico-anaboliche negli organismi viventi non sono quindi dovute a misteriose forze irriproducibili provenienti dal futuro ma sono il risultato dell'accoppiamento ciclico con le reazioni entropico-cataboliche in accordo con le leggi fisiche note. La sintropia, la neghentropia e l'informazione sarebbero quindi la stessa cosa.
Nel 2009, Mahulikar e Herwig ridefinirono la neghentropia di un sotto-sistema dinamicamente ordinato come lo specifico deficit di entropia del sotto-sistema ordinato rispetto al caos circostante. Così, la neghentropia si misura in [J/kg-K] quando la definizione si basa sull'entropia specifica per unità di massa, e [K−1] quando la definizione si basa sull'entropia specifica per unità di energia. Questa definizione permette:
1. la rappresentazione termodinamica indipendente dalla scala dell'esistenza dell'ordine dinamico;
2. la formulazione di principi fisici esclusivamente per l'esistenza e l'evoluzione di ordini dinamici,
3. un'interpretazione matematica.

### In biologia
Il principio di sintropia afferma che l'entropia è strettamente relativa all'interno di ogni singolo sistema, e che l'universo, e ogni sistema vivente, non possono morire di morte termica in quanto, a fronte dell'entropia che opera in quel sistema, vi è un processo opposto sintropico di reintegrazione dell'ordine. Un esempio è dato dal metabolismo degli organismi viventi nei quali a fronte del catabolismo che porta al consumo e alla distruzione di tessuti organici da parte dell'organismo per poter vivere vi è l'anabolismo, che ricostituisce questi tessuti attraverso l'assunzione di energia, in varie forme. Ovviamente per la termodinamica classica questo fatto non vìola alcuna legge della termodinamica, e a fronte di ogni diminuzione d'entropia in un sistema non isolato, ve ne è un aumento altrove, portando l'intero universo a un aumento netto della stessa. Come è stato fatto notare dai fratelli Salvatore e Giuseppe Arcidiacono non esistono fenomeni entropici e sintropici puri, ma questi sono sempre associati.
Negli esseri viventi la sintropia agirebbe come una tendenza propria degli esseri viventi nel proiettarsi verso il futuro essendo essa stessa una caratteristica proveniente dal futuro verso il passato [affermazione ardita…]. Un tentativo di spiegazione di questa caratteristica rientra negli studi sulle reazioni prestimolo che si riscontrano nell'uomo e negli animali. Si è riscontrato che sia la frequenza cardiaca, sia la conduttanza cutanea e altri parametri biologici variano in maniera anticipata rispetto a fenomeni emotivi. Ciò dimostrerebbe la tendenza istintiva dell'uomo a prevenire gli atti futuri secondo il principio della sintropia (King, 1989).

### Nella teoria dell'informazione
In informatica e statistica la neghentropia, anche nota come entropia differenziale, è utilizzata nella quantificazione della non-gaussianità.
La neghentropia (solitamente indicata con il simbolo {\displaystyle N}) rappresenta la variazione dell'entropia, in modo da essere nulla nel caso in cui venga applicata a una variabile con densità di probabilità gaussiana, e sempre positiva altrimenti.
La sua definizione è:
{\displaystyle {\textbf {N}}(y)=H(y_{gauss})-H(y)}
dove {\displaystyle y_{gauss}} rappresenta una variabile aleatoria con distribuzione gaussiana e matrice di covarianza della variabile oggetto di studio {\displaystyle y}.
La neghentropia gode della proprietà di essere invariante alle trasformazioni lineari.

### Nell'analisi dei segnali
La negentropia si è detto è una misura di non-gaussianità. Renderla massima, è usata nell'Analisi delle componenti indipendenti per riuscire a risolvere problemi di blind source separation, ovvero riuscire a scomporre "alla cieca" n segnali sorgenti, ovvero n componenti indipendenti.
Spesso negli algoritmi ICA, la neghentropia viene approssimata con una funzione che utilizza la curtosi, come nell'algoritmo FastICA.

### In filosofia
Il principio di sintropia viene assunto anche dal pensiero filosofico spiritualista, e in alcuni casi collegato alle esposizioni originali del principio antropico, per affermare che l'organismo (corpo + spirito) non muore per il degrado entropico del suo corpo ma sopravvive alla morte come spirito per rapporto energetico spirituale.